# The Graveyard (jeu vidéo)
Pour les articles homonymes, voir Graveyard.
The Graveyard est un jeu vidéo de type art game développé par les designers de Tale of Tales : Auriea Harvey et Michael Samyn, sur PC.

## Déroulement du jeu
Le personnage central du jeu est une vieille femme se promenant dans un cimetière. Elle est seule, une canne à la main et marche avec difficulté. Le joueur accompagne la vieille dame le long d'une allée du cimetière jusqu'à l'église au fond afin qu'elle puisse s'assoir et se reposer sur un banc.
Le jeu se conclut soit avec la mort de la femme, qui est possible dans la version payante du jeu, soit avec son départ du cimetière.
The Graveyard est un jeu sans les éléments de gameplay habituels du jeu vidéo. Par exemple, il est impossible au joueur de découvrir les allées parallèles du cimetière. Cette conception minimaliste a été voulue par les développeurs qui sentaient la "nécessiter d'abandonner certaines conventions (..) la présence d'énigmes ou de récompenses auraient diminué l'impact émotionnel du jeu".

## Nomination et influence
Le jeu a été nommé dans la catégorie Innovation (Nuovo) Award lors de l'Independent Games Festival 2009 et a été cité comme une des sources d'inspiration par Richard Lemarchand de Naughty Dog pour le village tibétain du jeu Uncharted 2.